# Korpusni general (Poljska)
Korpusni general (poljsko Generał broni; kratica gen.bron.) je tretji najvišji generalski trozvezdni čin Poljske kopenske vojske in Poljskega vojnega letalstva. Zaradi razvoja činovne hierarhije je bil čin enakovreden činu generala ali generalporočnika; trenutno ustreza činu generalporočnika in v okviru Natovega STANAGA 2116 spada v razred 0F-08. Čin korpusnega generala je nadrejen činu divizijskega generala in podrejen činu generala. Enakovreden je činu admirala flote Poljske vojne mornarice.
Oznaka čina je sestavljena iz t. i. generalske vijuge (poljsko wężyk generalski; [ˈvɛ̃ʐɨk ɡɛnɛˈralskʲi]), nad katero se nahajajo tri peterokrake zvezde.
V skladu s trenutno zakonodajo korpusne generale imenuje predsednik Republike Poljske na predlog predsednika Vlade Poljske.

## Galerija
- Naprsna oznaka čina divizijskega generala
- Mieczysław Cieniuch s sodobno oznako čina korpusnega generala
- Henryk Tacik z dobro vidno levo epoleto čina korpusnega generala
- Mieczysław Bieniek z dobro vidnimi oznakami čina korpusnega generala na epoletah in baretki